# راشيل بروني
راشيل بروني (ولدت في 4 نوفمبر 1990) هي سباحة إيطالية، متخصصة في سباقات المسافات الطويلة في المياه المفتوحة.